# Walther Weis

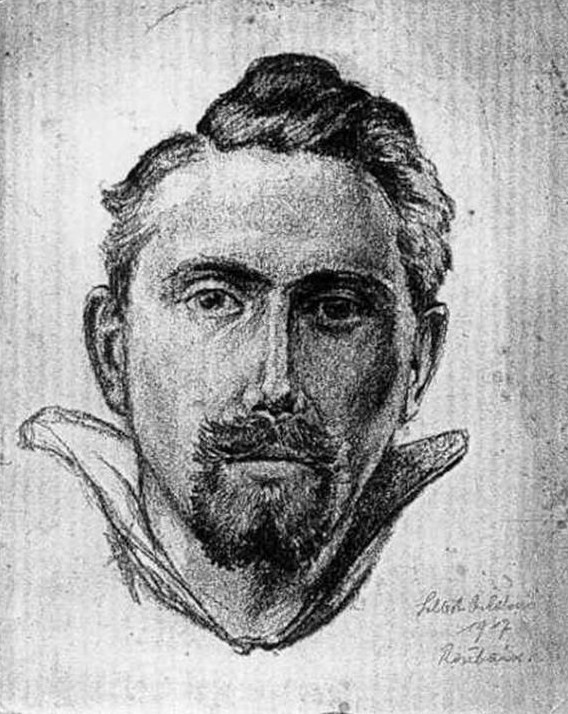
Selbstporträt (1917)

Walther Weis (* 11. September 1890 in St. Ingbert; † 9. Januar 1968 ebenda) war ein saarpfälzischer Maler des Expressiven Realismus.
Weis hatte zunächst in Kaiserslautern eine Ausbildung zum Dekorations- und Kirchenmaler, der ein Praktikum beim akadem. Maler Otto Fußhöller in Landau folgte. 1910 war Weis in Diensten des Großherzoglichen Denkmalpflegers- und Landeskonservators für Oberhessen als Kirchenmaler tätig und wurde beauftragt mit der Restaurierung der von 1718 stammenden Malereien in der St. Nikolai-Kirche zu Altenstadt. Anschließend folgte er der Tradition der pfälzischen Maler dieser Zeit und ging er zum Studium nach München an die Städtische und private Malschulen. Dort lernte er, vermutlich über Albert Weisgerber, der ebenfalls aus St. Ingbert stammte, Hans Purrmann kennen, zu dem zeitlebens eine freundschaftliche Verbindung bestand. Purrmanns Einfluss auf Weis’ Werke ist später besonders in seinen 
St. Ingberter Marktszenen wieder zu entdecken. Ebenfalls freundschaftliche Beziehungen pflegte Weis zu seinen Malerkollegen Fritz Zolnhofer und Franz Helmut Becker.
Nach Walther Weis ist in seiner Heimatstadt St. Ingbert eine Straße benannt, sein Grabdenkmal hat auf dem Alten Friedhof bei der Ingobertus-Kapelle einen Ehrenplatz erhalten.
Die meisten Werke des Künstlers befinden sich in Privatbesitz, davon zum Teil in Frankreich, Österreich und der Schweiz. Das Saarland-Museum in Saarbrücken, das Museum St. Ingbert und das Museum Strieffler-Haus in Landau sowie die Stadt St. Ingbert sind ebenfalls im Besitz einer Reihe von Werken.

## Ausstellungen
- 1980 St. Ingbert
- 2001 Landau und Blieskastel
- 2004 St. Ingbert
- 2011 Ramstein-Miesenbach